# Ciutadella-Vila Olímpica (métro de Barcelone)
Ciutadella | Vila Olímpica est une station de la ligne 4 du métro de Barcelone.

## Situation sur le réseau
La station est située sous l'avenue d'Icarie (Avinguda d'Icària), sur le territoire de la commune de Barcelone, dans le district de Sant Martí. Elle s'intercale entre Barceloneta et Bogatell.

## Histoire
La station est ouverte au public le 7 octobre 1977 sous le nom de Ribera, lors de la mise en service d'un prolongement de la ligne IV depuis Barceloneta. Elle prend le nom de Ciutadella en 1982, tandis que les chiffres arabes remplacent les chiffres romains dans la numérotation des lignes. En 1992, elle est rebaptisée de son nom actuel en raison de sa proximité avec le village des Jeux olympiques.

## Services aux voyageurs

### Accès et accueil
La station dispose de deux voies et deux quais latéraux.

### Desserte
La station dessert l'Hôpital de la Mer, ainsi que plusieurs sites des Jeux olympiques de 1992 autour du Port olympique : la Tour Mapfre, l'Hôtel Arts et la sculpture monumentale Le Poisson de Frank Gehry.

## À proximité
La station se situe à proximité du parc de la Ciutadella, du parc zoologique, du palais du Parlement de Catalogne, des deux campus de l'université Pompeu-Fabra.
Elle dessert deux plages célèbres :  la plage touristique de la Nova Icària (côté Sant Marti, au nord du port olympique) et la plage historique du Somorrostro connue dans le monde de l'art pour être le lieu de l'œuvre Soldate républicaine à Barcelone (1936) de la photographe allemande Gerda Taro (côté La Barceloneta, au sud du port olympique).